# Phyllonorycter caudasimplex
Phyllonorycter caudasimplex là một loài bướm đêm thuộc họ Gracillariidae. Nó được tìm thấy ở Nigeria.
Ấu trùng ăn Dombeya acutangula và Ruizia cordata. Chúng có thể ăn lá nơi chúng làm tổ.